# Andrzej Eliasz
Andrzej Marian Eliasz (ur. 1941) – polski psycholog i nauczyciel akademicki, profesor nauk humanistycznych, były rektor SWPS Uniwersytetu Humanistycznospołecznego.

## Życiorys
Ukończył w 1967 studia na Wydziale Psychologii Uniwersytetu Warszawskiego. Na tej samej uczelni w 1972 uzyskał stopień naukowy doktora, w 1981 stopień naukowy doktora habilitowanego. W 1990 otrzymał tytuł profesora nauk humanistycznych. Specjalizuje się w zakresie psychologii ekologicznej, ogólnej oraz różnic indywidualnych.
Pracował m.in. w Centralnym Instytucie Ochrony Pracy i Instytucie Psychologii PAN. Objął funkcję rektora Szkoły Wyższej Psychologii Społecznej w Warszawie. Pełnił tę funkcję przez 20 lat do 2016. Należał do współtwórców tej szkoły wyższej, która za jego urzędowania w 2015 jako pierwsza prywatna uczelnia w kraju uzyskała status uniwersytetu (pod nazwą SWPS Uniwersytet Humanistycznospołeczny). w 2017 został honorowym członkiem jej senatu.
Od 1991 do 2000 był redaktorem naczelnym „Studiów Psychologicznych”. Powołany w skład Komitetu Psychologii PAN, został również członkiem Polskiego Towarzystwa Psychologicznego. Pełnił funkcję przewodniczącego European Association of Personality Psychology. Wszedł w skład rady naukowej Instytutu Studiów Społecznych Uniwersytetu Warszawskiego oraz rady Instytutu Problemów Współczesnej Cywilizacji im. Marka Dietricha

## Odznaczenia
W 2011 odznaczony Krzyżem Oficerskim Orderu Odrodzenia Polski.

## Wybrane publikacje
- Ewaluacja a jakość kształcenia w szkole wyższej, Wyd. SWPS „Academica”, Warszawa 2004.
- Psychologia ekologiczna, Instytut Psychologii PAN, Warszawa 1993.
- Ryzyko chorób psychosomatycznych. Środowisko i temperament a wzór zachowania, Zakład Narodowy im. Ossolińskich, Wrocław 1988.
- Temperament a osobowość, Zakład Narodowy im. Ossolińskich, Wrocław 1974.
- Temperament a rozwój młodzieży, Instytut Psychologii PAN, Warszawa 1992.
- Temperament a system regulacji stymulacji, PWN, Warszawa 1981.